# Peter Lovšin
Peter Lovšin (tudi Pero Lovšin), slovenski pevec zabavne glasbe in novinar, * 27. junij 1955, Ljubljana.
Maturiral je na Gimnaziji Moste v Ljubljani, leta 1980 pa je s temo »Pornografija – družbeni pojav« diplomiral na Fakulteti za sociologijo, politične vede in novinarstvo Univerze v Ljubljani. Na jugoslovanski trg je pripeljal slovito in tisti čas zelo uspešno pornografsko revijo Private, ki jo je do leta 1991 tudi urejal. V svoji karieri je bil zaposlen kot novinar, urednik in reporter, od sredine 90 ih let pa je zgolj profesionalni glasbenik. Je tudi avtor himne za slovensko nogometno reprezentanco in nogometni klub Olimpija ter avtor glasbene podlage za film o Roku Petroviću. Že nekaj let je podpredsednik nogometnega društva Slovan. 
V svoji 40 letni glasbeni karieri je tako v skupinah kot samostojno posnel 20 studijskih albumov in prejel številne nagrade. Nastopal je na vseh največjih odrih v Sloveniji in državah bivše Jugoslavije, razprodane koncerte je imel v hali Tivoli in dvorani Stožice s Pankrti ter samostojno v Križankah in Cankarjevem domu. Ob 40. letnici ustvarjanja je bil o njemu posnet igrano-dokumentarni film z naslovom Pero Lovšin – Ti lahko.

## Glasbena kariera
1977-1987
Leta 1977 je s sociologom Gregorjem Tomcem, s katerim sta bila tudi tekstopisca, ustanovil skupino Pankrti, ki je delovala do leta 1987 in je bila vzor kasnejši punk rock sceni in glasbenemu gibanju Novi val v bivši Jugoslaviji. Pankrti se po razpadu leta 1989 združijo za nastop na Kongresnem trgu v Ljubljani ob aferi JBTZ in nato leta 2007 za obeležitev 30 letnice in leta 2017 za obeležitev 40 letnice delovanja. Razprodali so tako prvi koncert v hali Tivoli kot drugi v dvorani Stožice. Leta 2010 so nastopili tudi pred 100.000 obiskovalci na beograjskem festivalu Beer Fest. Nastopili so tudi na festivalu Exit.
1987-1992
Preden je začel z uspešno samostojno glasbeno kariero, je ustanovil rock skupino Sokoli. Sokoli so bili svoj čas najbolj udarna slovenska rock skupina, ki je prejela tudi številna priznanja. Plošča "Marija pomagaj" je še vedno ena najbolje prodajanih slovenskih plošč. Zaznamoval jih je trd zvok, po katerem so se razlikovali od drugih podobnih slovenskih bandov. Sokoli so odigrali zadnji koncert leta 1993 nekje na avstrijskem Koroškem, ker so bili, kot je napisal nek kronist, »prevelik band za premajhno državo«. Njihove največje uspešnice: Marija pomagaj, Moja mama je strela, Čist nor, Drugi svet, Ko so češnje cvetele, Greva punca v južne kraje, Sodn dan...
1992-2000
Lovšin je znan tudi po tem, da je do uspeha pomagal številnim mladim talentom, kot so Big Foot Mama, Maja Keuc in Legalo Kriminalo. Big Foot Mama so bili njegova predskupina na začetku devetdesetih, del skupine pa kasneje njegova spremljevalna skupina Vitezi obložene mize. Legalo Kriminalo so v tem trenutku njegova spremljevalna skupina imenovana Peter Lovšin & Španski borci. Kot solo izvajalec je v tem obdobju napisal več ponarodelih hitov, ki so zaznamovali različna obdobja: Hiša nasprot sonca, Sam en majhen poljub, Najboljši par, Julita, Slovenija gre naprej, Najboljš je bit zadet, Dobri profesor, Tečaj romantike, Angel iz nekje vmes, Tole je zate,...
Med letoma 1993 in 2000 je izdal 5 studijskih plošč, za katere je prejel številna priznanja. Med drugim je eno (7. sekretar Skoja) posnel z hrvaškimi punk rokerji Kud Idijoti.
Leta 1995 je bil sprejet med 5.000 glasbenikov s celega sveta v publikaciji Internation Who is Who in Music, ki jo izdaja Internation Biographical Centre Cambridge.
Skupaj z Vladom Kreslinom in Zoranom Predinom je leta 2000 za ljubitelje nogometa posnel še vedno najbolj prepoznavno slovensko športno himno »Slovenija gre naprej«. Za himno je tudi napisal besedilo.
Po oblikovanju Bajukove vlade. Trojka Kreslin-Predin-Lovšin protestno odpove sodelovanje na državni proslava ob dnevu državnosti. Lovšin tega javno ne komentira, Predin pa pojasni, da to ni njihova vlada. Lovšin sicer ob 30-letnici države pove, da ga na proslave nikoli niso vabili.
2000-2018
Ploščo iz leta 2000 Izlet in Happy Hour iz leta 2007 je snemal na Jamajki z legendarnimi The Wailers, skupino Boba Marleyja, in s producentom Brianom Jobsonom, ki je produciral tudi No Doubt in Eurythmics. Zadnji singl »Happy Hour« z istoimenske plošče, ki je v bistvu »side projekt«, je prav tako posnel z Brianom Jobsonom na Jamajki, kamor se rad vrača. Videospot zanj je posnel slovenski režiser Jan Cvitkovič. Sicer je plošča Happy Hour v angleščini ter namenjena pretežno tuji publiki. V Sloveniji je bila pesem še pred izdajo izglasovana za popevko tedna na Valu 202, čeprav plošča ni osredotočena na slovenski trg.
2009
Nastopi na samostojnem koncertu v razprodanih ljubljanskih Križankah.
2010
Izda album Hudičev sod, ki odraža njegovo ljubezen do folk glasbe, slovenske in svetovne. Glavna hita na albumu sta bila Tako je pravilo in Hudičev sod. Album je bil pri kritikih in občinstvu zelo dobro sprejet, prodaja za slovenske razmere odlična; plošča je bila kar štiri mesece najbolje prodajana plošča slovenskega izvajalca, ter 6 tednov od vseh izvajalcev skupaj. Lovšin je vse skupaj nadgradil z uspešno in dolgo turnejo po Sloveniji, Hrvaški in Srbiji, ki je dosegla vrhunec septembra 2010 z velikim koncertom v ljubljanskih Križankah.
2012
Izda album z naslovom Za spremembo, s katerim se ponovno poda v trše vode, kar je najbolj izrazito v pesmih Še en krog, naslovni Za spremembo in Sreča in mir. Na albumu je kot bonus pesem dodana skladba Čarovnija, ki jo je Peter napisal v spomin na preminulega smučarja Roka Petroviča, s katerim sta bila dobra prijatelja. Pesem je tudi osrednja tema dokumentarnega filma Od kamna do kristala, posvečenega Roku. Na albumu je v pesmi Ljubav na granici ponovno zapel v srbo-hrvaščini, kar se je izkazalo kot dobra poteza, saj je pesem dosegla poslušalstvo tudi na območju bivše Jugoslavije. Album je bil precej časa na vrhu lestvice prodanih cd-jev v Sloveniji, na Hrvaškem pa se je uvrstil med 15 najbolje ocenjenih albumov leta 2012. Izdajo albuma je Peter zaokrožil s koncertom v polnem kinu Šiška. Po koncertu je glasbeni urednik Dela Zdenko Matoz zapisal: "Biti živa legenda je skrajno nehvaležno, kajti spremembe so več kot očitne, vendar jim Lovšin dobro kljubuje."
2014
Izda antologijo tekstov Moj pogled na svet, v kateri predstavi svoje najljubše in tudi sicer najbolj prepoznavne pesmi iz obdobja Pankrtov, Sokolov in samostojne kariere. Ob knjigi izide tudi singel z skladbama Moj pogled na svet in Pozabljena ljubezen. Naslovna pesem je med drugim postala popevka tedna na Valu 202.
To leto je uvrščen na nerangirano lestvico 10 najboljših rock pevcev v Sloveniji, ki jo je kot prvo tako sestavil Dnevnik (časopis).
2017
3. marca 2017 predstavi videospot za nov singel Ti lahko, ki ga je posnel skupaj s skupino Big Foot Mama in s katerim je najavil izid nove plošče Območje medveda in koncert v Cankarjevem domu.
23.3. nato izda novo veliko studijsko ploščo z naslovom Območje medveda, ki je med poslušalci in kritiki zelo dobro sprejeta. Singel Ti lahko postane popevka tedna in kar nekaj časa vztraja na prvem mestu oddaje Točka na RTV. S plošče se lepo primeta tudi pesmi Briga me, ki po poročanju nekaterih postane nekakšna pivniška himna ter pesem Taka si mi všeč.
Ploščo predstavi na razprodanem koncertu v Cankarjevem domu, kjer praznuje tudi 40. letnico glasbenega ustvarjanja. Sledi turneja z več kot 50 koncerti.
Istega leta praznuje tudi s Pankrti in sicer v ljubljanskih Stožicah, kjer pred razprodano dvorano nastopi tudi skupaj z bivšim članom skupine Sex Pistols, Glenom Matlockom. Tega leta prejmejo Pankrti tudi plaketo mestne občine Ljubljana za posebne zasluge na področju kulture.
2018
V Kinu Šiška je premiera filma o njem z naslovom Pero Lovšin - Ti lahko, ki ga je posnel režiser Jani Sever. Film je nato predstavljen na slovenskem filmskem festivalu v Portorožu (5. mesto), na festivalu mediteranskega filma, kasneje pa še v slovenskih kinematografih.
S plošče Območje medveda posname in predstavi videospote za skladbe TAKA TAKA, BRIGA ME in TI LAHKO.
2020
Predstavi skladbo in videospot za novo pesem POMLAD, POLETJE. Pesem je prejela nagrado Nedeljskega Dnevnika za NAJ osvežitev leta.
2020-2023
Izda kompilacijsko zgoščenko Zvezda park s katere predstavi posebej protivojno skladbo Ne bom šel na vojsko.
S Pankrti praznuje 45 letnico obstoja v razprodani Hali Tivoli in krajšo turnejo po Hrvaški in Srbiji.
V razprodanem Kinu Šiška kot glavni nastopajoči nastopi na festivalu Love&Peace fest.

## Nagrade in priznanja
- Nagrada 7. sekretar SKOJA za ploščo Dolgcajt, 1980
- Vjestnik, naj pevec leta 1982
- Sokoli, zlata nota za naj skupino 1993
- Sokoli, zlata nota za naj album 1993
- Sokoli, zlata plošča, več kot 25.000 prodanih izvodov (Marija pomagaj)
- Peter Lovšin in Vitezi OMA, srebrna plošča, Hiša nasprot sonca, 1993
- Peter Lovšin, Zlati petelin za naj ploščo 1998 ( Zadnji križarski pohod)
- Peter Lovšin, Zlati petelin, leta 1999
- Bumerang, nagrada za življenjsko delo, 2004
- Plaketa mesta Ljubljana skupini Pankrti za zasluge na področju kulture, 2018

## Diskografija

### Albumi (po Pankrtih)
- 1989 Sokoli - Bitka za ranjence, Jugoton
- 1990 Sokoli - Marija pomagaj, Helidon
- 1992 Sokoli - Satan je blazn zmatran, Helidon
- 1993 Peter Lovšin in Vitezi o'bložene mize - Hiša nasprot sonca, Helidon
- 1995 Peter Lovšin & Vitezi Om'a - Dolina kraljic, Helidon
- 1997 Peter Lovšin - Zadnji križarski pohod, Helidon
- 1998 Peter Lovšin & KUD Idijoti - Osmi sekretar SKOJ-a 88-98, Helidon
- 1999 Peter Lovšin - Dan odprtih vrat, Big Bang
- 2000 Za vedno IN - Slovenija gre naprej, NZS
- 2001 Peter Lovšin - Izlet
- 2003 Peter Lovšin - Tečaj romantike, Nika Records
- 2005 Peter Lovšin - VEČ muz'ke
- 2005 Peter Lovšin - Vse najboljše (kompilacija), Racman
- 2007 Peter Lovšin & The Sellers - Happy Hour, side project in Jamaica, Racman
- 2010 Peter Lovšin - Hudičev sod, ZKP
- 2012 Peter Lovšin & Španski borci - Za spremembo, ZKP
- 2017 Peter Lovšin - Območje medveda, KUD Strela